# Aliança Anglo-Franco-Sarda

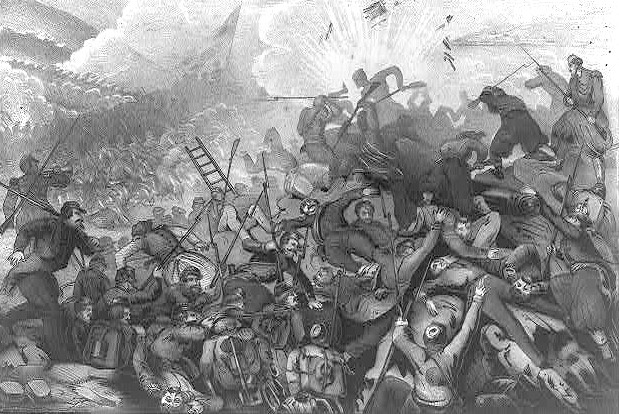
Tomada da Torre de Malakoff, onde os soldados do Reino da Sardenha tiveram importância decisiva.

A Aliança Anglo-Franco-Sarda resultou do pedido de ajuda da Grã-Bretanha (aliada da França) ao Reino da Sardenha, no início da Guerra da Crimeia. O Conde de Cavour, primeiro-ministro do Reino da Sardenha, aproveitou a ocasião para comprometer as potências ocidentais nas suas pretensões irredentistas contra o Império Austríaco. A 26 de Janeiro de 1855 comprometeu-se a enviar  15 000 soldados para o palco de guerra. Mas só em finais de Abril desse mesmo ano é que Alessandro La Marmora dirigiu o corpo expedicionário que viria a distinguir-se na Batalha do Rio Cernaia, a 16 de Agosto, e na tomada da Torre de Malakoff, a 8 de Setembro.